# Трета македонска война
Третата македонска война е военен конфликт между Рим и Македония от 172 до 168 г. пр. Хр., породен от опитите на македонския цар Персей да се освободи от политическите и военните ограничения, наложени на страната му след поражението в предишната война с римляните (197 г. пр. Хр.), и да възстанови господството на Македония над Елада.
В решителната битка при Пидна през 168 г. пр. Хр. консулът Луций Емилий Павел разгромява Персей. Македония е завладяна и разделена на четири автономни области, плащащи данък на Рим. Последният ѝ цар е заловен и умира като пленник в Италия.

## Причини
След победите си във Втората македонска и в Сирийската война (съответно, през 197 и 188 г. пр. Хр.) Рим диктува отношенията на Македония с Елада. В териториалните спорове с елините в Тесалия и Тракия Филип V, бащата на Персей, е принуден да се подчинява на римския арбитраж, който в повечето случаи е в негова вреда, но с последователни икономически и демографски мерки в последните години от царуването си увеличава значително мощта на държавата си. Към 179 г. пр. Хр., когато Персей наследява престола, Македония представлява сериозно предизвикателство за римското влияние в Елада, разклатено вече от социалните размирици в гръцките полиси и намесата на Сената в тамошните политически борби.
Рим е подтикнат срещу Македония от царя на Пергам Евмен II – друг отдавнашен съперник на македоните за влияние над Елада и Хелеспонта. През 172 г. пр. Хр. Евмен се явява лично пред Сената с обвинения срещу Персей, че от години се готви за война, като трупа пари, оръжие и войски и привлича съюзници. Персей е обвинен, че със сродяването си с владетелите на Селевкидското царство и Витиния се опитва да ги опълчи срещу Рим. Като враждебни актове са разчетени и съюзът, сключен от македонския владетел с Беотия, и войната му с римския съюзник Абруполис, нахлул в златоносния район около Пангей. Сенатът обявява Персей за враг на римляните след вестта за покушение срещу Евмен по обратния му път край Делфи.

## Развой

### Дипломатическа прелюдия
През есента на 172 г. пр. Хр. Рим започва да прехвърля войски от италийското пристанище Брундизий в Аполония на илирийския бряг. За да спечели време докато приключи това съсредоточаване, римският пратеник Квинт Марций Филип сключва примирие с Персей, който все още вярва, че може да предотврати войната. Пратеници на македонския владетел са изслушани от Сената в Рим и отпратени без всякакъв ефект от думите им. През това време римската армия се събира в Илирия, а римските легати предизвикват разцепление в Беотийския съюз. Повечето от беотийците се отказват от съюза си с Персей и засвидетелстват лоялността си към Рим.

### До битката при Пидна
През първите три години от войната римляните правят безуспешни опити да нахлуят в същинска Македония от юг (през Тесалия) и от запад (през Лихнидос). През 171 г. пр. Хр. консулът Публий Лициний Крас търпи поражение при Калиник, недалеч от Лариса. Втора битка, при Фалана, също не му носи съществен успех. През есента и зимата на 170 г. пр. Хр. римските войски са победени на два пъти при Ускана (край днешно Кичево) и с това усилията им да си пробият път през Горна Македония също се провалят, въпреки подкрепата на местните илири.
Междувременно Рим затяга контрола си над Елада. В Беотия още в началото на войната преторът Гай Лукреций Гал превзема разбунтувалия се град Халиарт и продава жителите му в робство. Макар и да не се бунтуват, Халкида в Евбея и Абдера в Тракия също са разорени. Постъпките на Персей и на неутралния Родос за мир са категорично отхвърлени.
През 169 г. пр. Хр. римската армия под командването на консула за тази година Квинт Марций преодолява Темпейската клисура и, след като е отблъсната от седловината Лапатос, заема закратко светилището Дион, но е принудена да се оттегли, тъй като планинският път от Тесалия е непроходим за обоза ѝ. Персей си връща контрола над Дион и заема нова силна защитна позиция на река Елпей.
Римляните успяват да се укрепят в южните покрайнини на Пиерия като организират снабдяването си по море, но не успяват да използват надмощието на флота си по друг начин. Набезите им по източното крайбрежие на Термейския залив през същата 169 г. пр. Хр. са неуспешни. С големи загуби се провалят обсадата на Касандрия и опитът за овладяване на Деметриада. В това време Персей си печели съюзници срещу Рим – молосите в Епир и владетеля на ардиеите Гентий.

### Разгром на Персей
През 168 г. пр. Хр. Рим се мобилизира за прелом във войната. Значителни подкрепления са изпратени за армиите в южна Илирия и Тесалия и за флотите в Адриатика и Егея, така че общата им численост достига 100 000 воини. Само за месец преторът Луций Аниций Гал унищожава царството на Гентий (със средище на Шкодренското езеро). В Пиерия войските на консула Емилий Павел успяват да обходят позицията на Персей на река Елпей и го принуждават да отстъпи към Пидна. Там на 22 юни се състои решителното сражение във войната. В него участват повече от 80 000 воини, приблизително поравно в двете армии. Македонската конница е обърната в бягство от бойните слонове (пратени на римляните от съюзника им Масиниса), а фалангата, след като първо настъпва успешно, нарушава строя си и е избита от легионите. Персей губи ¾ от армията си, в т.ч. 20 000 убити.

## Последици

### Разделяне на Македония
Скоро след битката при Пидна римляните пленяват Персей на остров Самотраки. Македонското царство е унищожено, а на териториите му под диктата на Емилий Павел са основани четири републики. Първата от тях със столица Амфиполис включва Хераклея Синтика на запад, а на изток се простира отвъд Нестос. Втората между Стримон и Аксиос включва Тесалоника, Халкидика, а на север и част от Пеония. Третата македонска република обхваща земите от Аксиос до Пеней. В нея влизат, наред с някогашната царска резиденция Пела, и големите градове Бероя и Едеса. В четвъртата република влизат земите на Горна Македония западно от планината Ворас (Нидже) до пределите на Епир и Илирия.
В стремежа си да държат Македония разединена, римляните не допускат продажбата на поземлени имоти и сгради, намиращи се в дадена област, на жители от друга област. Забранени са дори браковете между жители на различни области. На македоните е забранено да черпят основните природни богатства на земята си – злато, сребро и дървесина за кораби. Четирите републики са почти напълно разоръжени като само на три от тях е позволено да поддържат незначителна гранична стража срещу варварски нападения.

### Римско господство в Елада
Третата македонска война има тежки последици и за Илирия и Гърция. Царството на персеевия съюзник Гентий е разделено, подобно на македонското, но не на четири, а на три независими части. В Епир римляните разрушават 70 града на изменилите им молоси и отвеждат 150 000 души в робство. В Етолия са избити стотици първенци. Ахейският съюз е принуден да предаде 1 000 знатни заложници в Рим, за да продължи да съществува самостоятелно. Навсякъде в тези страни са издигнати проримски управители и политици.
Македонската държавност е унищожена окончателно от римляните след въстанието на Андриск две десетилетия по-късно, през 148 г. пр. Хр. Малко след това, през 146 г. пр. Хр., е покорена и по-голямата част от Елада.